# Chelyorchis ampliata
Chelyorchis ampliata é uma espécie de orquídea pertencente à família das Orquidáceas. Estas plantas são nativas da Guatemala ao Panamá e Colômbia, e desde o Peru até à Venezuela em altitudes de 0 a 1000 metros. Estas plantas são encontradas nos bosques de terras baixas de áreas quentes de onde crescem nas árvores. 

## Características
A planta simpodial tem um rizoma curto que se esconde atrás dos pseudobulbos, as raízes são fortes e de textura cerosa, com pseudobulbos redondos e achatados de 5 a 12 cm de diâmetro, de coloração que vai de verde escuro ao amarelo limão com pequenas manchas que vai do roxo ao pardo em todo o pseudobulbo que tem uma aparência cerosa e de textura enrugada (parece que a planta, por causa do clima seco e quente gosta de ficar um pouco estressada), tem normalmente duas folhas por pseudobulbo de 10 a 25 cm aproximadamente, coriáceas, verdes e lisas. Floresce na Primavera com muitas flores amarelas que medem 2,5 cm de diâmetro.

## Sinônimos
- Oncidium ampliatum Lindl. (1833)
- Oncidium ampliatum var. majus Lindl. (1894)
- Oncidium bernoullianum Kraenzl. (1922)
- Oncidium gyrobulbon Rchb.f. (1869)